# John Gladstone (1er baronnet)
Pour les articles homonymes, voir Gladstone.
John Gladstone de Fasque (11 décembre 1764 - 7 décembre 1851) est un richissime négociant écossais, planteur esclavagiste et membre du Parlement britannique. Il est le père du Premier ministre britannique William Ewart Gladstone. 

## Jeunesse
Né sur King Street à Leith au nord d'Édimbourg, John Gladstones est le fils aîné du négociant Thomas Gladstones et de son épouse, Helen Neilson. Ils vivent à Coalhill, à l'extrémité sud de la côte, Leith . John est le deuxième des seize enfants de la famille. Il quitte l'école en 1777 à l'âge de 13 ans, décrivant plus tard son éducation comme "très simple - pour lire l'anglais, un peu de latin, l'écriture et les chiffres comprenant l'ensemble." . Il est apprenti auprès d'Alexander Ogilvy, directeur des cordages de la Edinburgh Roperie and Sailcloth Company à Leith. À la fin de son apprentissage en 1781, il entre dans l'entreprise de commerce et d'approvisionnement de maïs et de céréales de son père. 
Thomas Gladstones est conscient des limites de Leith, surtout par rapport aux opportunités qui s'ouvrent alors à Glasgow et à Liverpool. En 1784, il envoie John dans les ports allemands de la Baltique pour acheter du grain, faisant affaire avec un interprète. En 1786, il se rend à Liverpool, Manchester et Londres pour vendre le maïs et l'acide sulfurique de son père. Mais l'année suivante, avec le soutien financier de son père, John Gladstone s'installe à Liverpool, et supprime le «s» final de son nom de famille (bien que cela n'ait été officiellement modifié par licence royale qu'en 1835) ,. Presque immédiatement, il s'est associé avec les marchands de céréales Edgar Corrie et Jackson Bradshaw. L'entreprise de Corrie, Gladstone & Bradshaw et la richesse de ses membres se sont rapidement développées. John Gladstone passe un an aux États-Unis, se rendant à New York, en Pennsylvanie, en Virginie et au Maryland pour acheter du blé, du maïs, des graines de lin, du chanvre, du tabac, du bois, du cuir, de la térébenthine et du goudron. 
John Gladstone vit sur Bold Street quand il s'installe à Liverpool jusqu'à après son premier mariage en 1790 avec Jane Hall, fille d'un petit marchand de Liverpool. John n'a plus jamais voyagé à l'étranger: mais le nouveau couple s'est installé dans Rodney Street. Jane n'a pas eu d'enfants et leur mariage a duré à peine six ans. Bien qu'il soit un presbytérien dévot, il n'y a pas d'église écossaise à Liverpool et Gladstone et les autres résidents écossais de Liverpool pratiquent à la chapelle unitarienne de Renshaw Street. En 1792, Gladstone, William Ewart et quelques autres Écossais construisent une chapelle écossaise sur Oldham Street et la Caledonian School en face pour l'éducation de leurs enfants . Gladstone fait également construire une nouvelle maison au 62 Rodney Street, Liverpool, au prix de 1 570 £ qui est terminée en septembre 1793. 

## Mariage et famille
En 1792, John Gladstone épouse Jane Hall (1765-1798), la fille de Joseph Hall, un marchand de Liverpool. Sa santé n'a jamais été bonne et elle est décédée en 1798. 
Le 29 avril 1800, il épouse Anne MacKenzie Robertson (1772-1835) à l'église paroissiale Saint-Pierre de Liverpool. Elle est la fille d'Andrew Robertson, avocat et juge de paix et prévôt de Dingwall à Ross-shire . Ils ont eu six enfants ensemble: 
1. Anne MacKenzie Gladstone (1802-1829)
2. Sir Thomas Gladstone 2e baronnet (1804–1889)
3. Robertson Gladstone (1805–1875)
4. John Neilson Gladstone (1807–1863)
5. William Ewart Gladstone (1809–1898)
6. Helen Jane Gladstone (1814-1880)

Vers 1804, John Gladstone cesse de fréquenter l'église presbytérienne, fréquentant désormais l'église d'Angleterre St Mark avec sa famille. L'Église d'Écosse n'a jamais été du goût de Mme Gladstone en raison de la tradition épiscopalienne de la famille Robertson et de sa propre tendance évangélique. Gladstone décide d'éloigner sa jeune famille du centre-ville et, en 1813, la famille Gladstone s'installe finalement à Seaforth House, deux ans après le début de la construction. En 1815, il construit l'église anglicane St Thomas à Seaforth, dont le recteur, le révérend William Rawson, établit une école dans le presbytère pour éduquer les fils de gentilshommes locaux, y compris les garçons de Gladstone. Il construit également l'église épiscopalienne St Andrew's dans la rue Renshaw, avec une école qui y est rattachée pour éduquer les enfants pauvres.

## Carrière commerciale

### Négociant et promoteur immobilier
Après seize ans d'exploitation, le partenariat de Corrie, Gladstone & Bradshaw est dissous en 1801 et ses activités sont poursuivies par John Gladstone sous le nom de John Gladstone & Company. Il prend son frère Robert en partenariat avec lui en 1801, et finalement ses six frères ont déménagé à Liverpool pour travailler dans diverses entreprises commerciales. Les affaires de John Gladstone sont devenues très étendues, ayant un commerce important avec la Russie et en tant qu'importateurs de sucre et marchands des Antilles. En 1814, lorsque le monopole de la Compagnie britannique des Indes orientales est supprimé et que le commerce avec l'Inde est ouvert à la concurrence, la firme de Gladstone est la première à envoyer un navire privé à Calcutta. 
Il investit également dans l'immobilier, en construisant un certain nombre de maisons à Liverpool et en achetant un domaine juste à l'extérieur de la ville. 

### Planteur esclavagiste

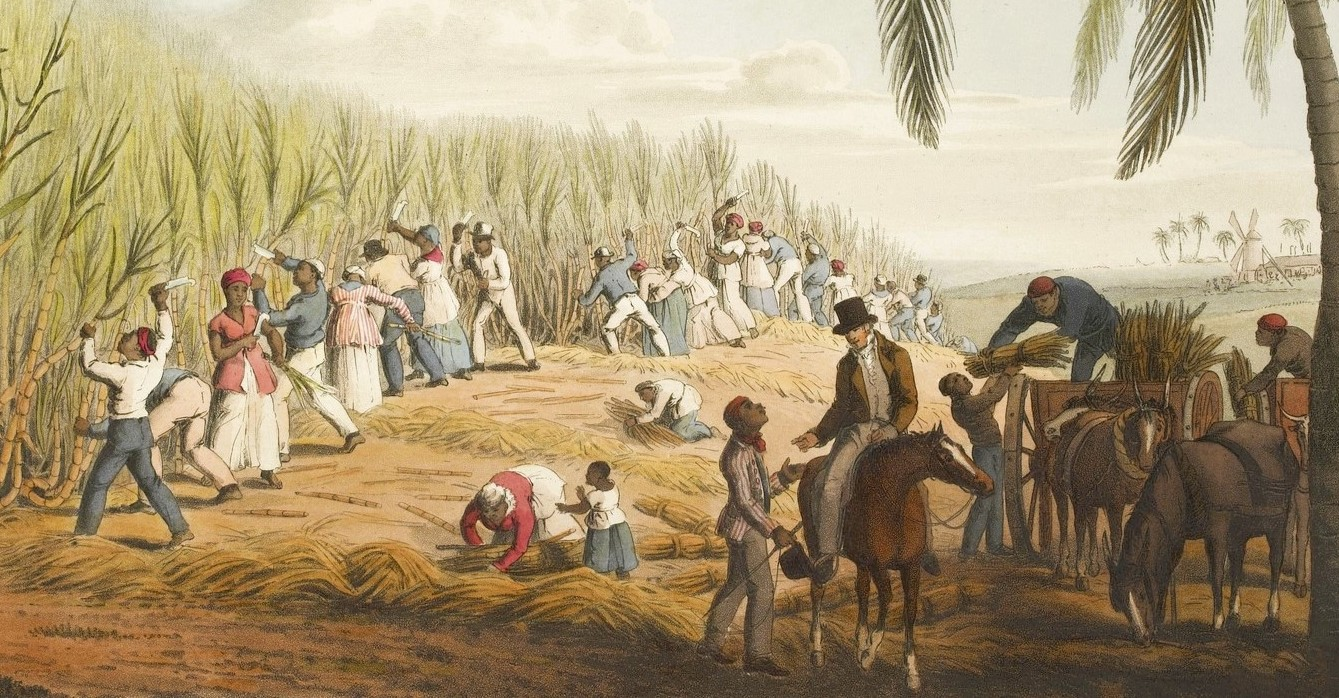
Vision idéalisée d'esclaves récoltant la canne à sucre dans une plantation coloniale britannique en 1823.

John Gladstone fait fortune en négociant du maïs avec les États-Unis et du coton avec le Brésil. Il acquiert de grandes plantations de canne à sucre dans les colonies de Jamaïque et de Démérara, et est président de la West India Association. 
Lorsque la loi sur l'abolition de l'esclavage de 1833 est adoptée, il s'est efforcé d'obtenir une compensation pour les propriétaires d'esclaves. Il reçoit 106 769 £ (l'équivalent moderne de 83 millions de £) pour les 2 508 esclaves qu'il possédait dans neuf plantations ,. C'est la plus importante indemnisation effectuée par la Slave Compensation Commission . 
Après l'abolition de l'esclavage, John Gladstone cherche des domestiques indiens pour travailler dans ses plantations de canne à sucre. Sachant qu'un certain nombre d'Indiens ont été envoyés à Maurice comme main-d'œuvre sous contrat, Gladstone demande à obtenir de la main-d'œuvre gratuite de l'Inde pour ses plantations dans les Antilles dans une lettre datée du 4 janvier 1836 à MM. Gillanders, Arbuthnot & Co. de Calcutta . 

## Carrière politique
Gladstone s'intéresse également à la politique. Au début, il est Whig, mais à partir de 1812, ses perspectives politiques semblent avoir changé en raison d'un certain nombre de facteurs. En religion, il s'éloigne de l'unitarisme ou du presbytérianisme. Il s'est aliéné des cercles whig et radicaux de Liverpool et craignait le désordre causé par les guerres napoléoniennes . Les amitiés qu'il a nouées avec les conservateurs George Canning et Kirkman Finlay ont également eu une grande influence sur son évolution politique, et il est devenu conservateur. En 1812, il préside une réunion à Liverpool pour inviter George Canning à représenter Liverpool à la Chambre des communes . 
En 1817, John Gladstone décide d'entrer au Parlement. Bien qu'il voulait se présenter aux élections à Liverpool, il n'y avait pas de poste vacant, et il est obligé d'explorer d'autres possibilités, y compris Ross-shire et Stafford, avant de décider de se présenter à Lancaster aux élections générales de 1818  Aux élections générales de 1818, Gladstone choisit de se présenter à Woodstock, en raison du coût financier élevé de la circonscription de Lancaster . Il prononce peu de discours à la Chambre des communes, mais il est considéré comme ayant fait du bon travail dans les comités et est connu comme l'un des députés les plus informés en matière de commerce. Il est en faveur d'une réforme qualifiée de la franchise et de l'indépendance grecque dans les années 1820 . 
Lorsque George Canning quitte son siège de Liverpool en 1822, Gladstone cherche à lui succéder. Cependant, William Huskisson est choisi à la place, et ce rejet de Liverpool a aigri la relation de Gladstone avec la ville . Il est finalement député de Berwick-upon-Tweed de 1826 à 1827. 

## Fin de carrière

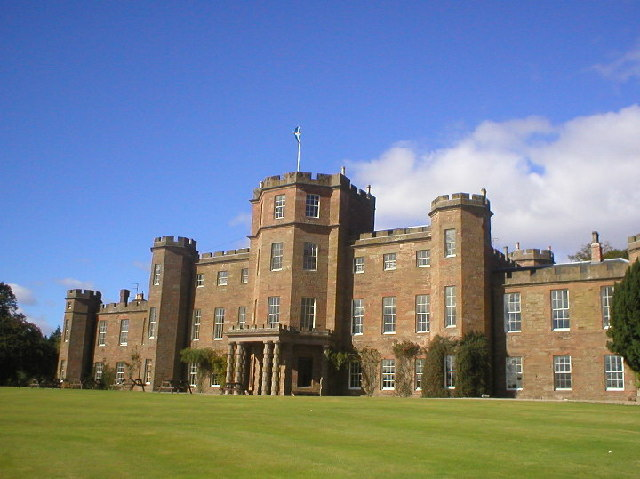
Domaine de Fasque.

Vers 1820, John Gladstone commence à chercher un domaine en Écosse, et en décembre 1829, il achète le domaine Fasque dans le Kincardineshire à Sir Alexander Ramsay pour 80 000 £. Il décide de retourner avec sa famille en Écosse. Seul Robertson reste à Liverpool pour s'occuper de l'entreprise. Dans un sens, la décision de quitter Liverpool est facile, l'attachement familial à Liverpool et à Seaforth est affaibli après la mort de l'aînée des enfants de Gladstone, Anne, en 1829. Mme Gladstone n'a jamais établi de lien réel avec Liverpool, en raison de sa timidité, de ses maladies fréquentes et de son implication auprès de ses enfants. Gladstone et sa famille quittent Seaforth en 1830, passant les années suivantes à Royal Leamington Spa et Torquay pour préserver la santé de Mme Gladstone et de leur fille, Helen, avant de s'installer à Fasque House à l'été 1833 . La famille passe ses hivers à Édimbourg dans leur maison de ville au 11 Atholl Crescent . 
En 1838, John Gladstone finance plusieurs œuvres philanthropiques dans sa ville natale de Leith, dont l'église St Thomas, un manoir adjacent, une école gratuite pour les garçons, une école gratuite pour les filles, une "maison pour les femmes incurables" et une roseraie publique. En 1846, Gladstone est créé baronnet par le Premier ministre sortant, Sir Robert Peel. 
Sir John Gladstone, 1er baronnet, de Fasque et Balfour dans le comté de Kincardine, meurt à Fasque House en décembre 1851, à l'âge de 86 ans, et est enterré à l'église épiscopalienne St Andrew's à Fasque. Son fils aîné, Sir Thomas Gladstone, 2e baronnet lui succède. Il est décrit par Checkland comme "un homme fort, vigoureux et accablant, dont la vie est jonchée de querelles, grandes et petites" . 
Une plaque est érigée en 1909 au coin des rues Great Junction et King à Leith pour commémorer le lieu de naissance de John Gladstone. 